# Earl Derr Biggers

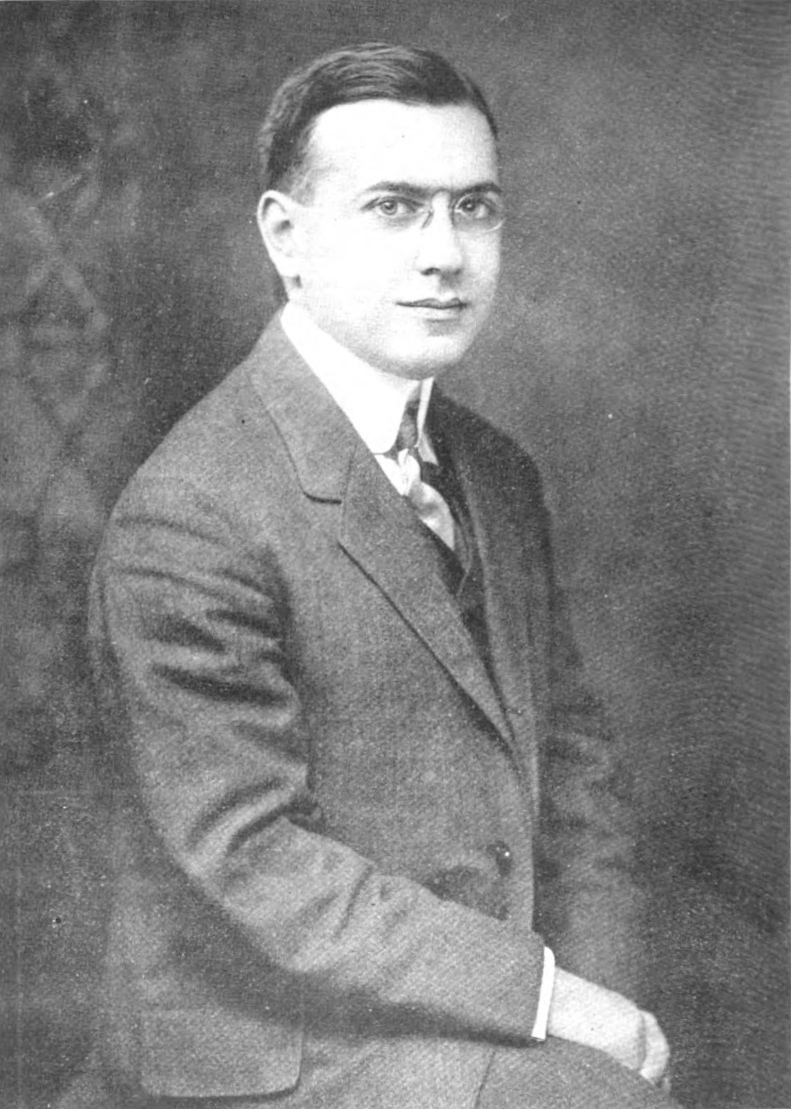
Earl Derr Biggers, 1914

Earl Derr Biggers (* 24. August 1884 in Warren, Ohio; † 5. April 1933 in Pasadena, Kalifornien) war ein US-amerikanischer Schriftsteller.

## Leben
Earl Derr Biggers schloss 1907 sein Studium an der Harvard University ab und war anschließend als Journalist tätig. Sein 1913 veröffentlichter Krimi Seven Keys to Baldpate war ein großer Erfolg und wurde insgesamt siebenmal verfilmt. George M. Cohan adaptierte den Roman für eine Bühnenfassung.
Bis heute bekannt ist die von ihm erschaffene Figur des Charlie Chan; den großen Erfolg seiner Schöpfung im Film ab 1934 erlebte Biggers aber nicht mehr mit, da er 1933 an einem Herzinfarkt starb.

## Werke
mit Charlie Chan:
- 1925 – House Without a Key (Das Haus ohne Schlüssel)
- 1926 – The Chinese Parrot (Der Chinesenpapagei); 1927 verfilmt
  - 1961: Neu aufgelegt, übersetzt von Reinhard Rijke: Wilhelm Goldmann Verlag, München.
- 1928 – Behind the Curtain (Hinter jenem Vorhang)
- 1929 – The Black Camel (Charlie Chan und das schwarze Kamel)
- 1930 – Charlie Chan Carries On (Charlie Chan macht weiter)
- 1932 – Keeper of the Keys (Charlie Chan vor verschlossenen Türen)

andere Bücher:
- 1913 – Seven Keys to Baldpate
- 1914 – Love Insurance
- 1915 – The Agony Column (1926 verfilmt)
- 1921 – Fifty Candles
- 1933 – Earl Derr Biggers Tells Ten Stories (Geschichten)

zusammen mit Robert Welles Ritchie:
- 1915 – Inside the Lines